# Hypatopa arxcis
Hypatopa arxcis  (лат.) — вид мелких молевидных бабочек рода Hypatopa из семейства сумрачные моли (Blastobasidae, Gelechioidea). Эндемик Коста-Рики (Центральная Америка). Длина передних крыльев 3,8—4,9 мм. Флагеллум усиков коричневато-серый. Окраска задних и передних крыльев палево-коричневая. Обладает сходством с видами Hypatopa limae и Hypatopa hera, отличаясь от них деталями строения гениталий. Вид был впервые описан в 2013 году американским лепидоптерологом Дэвидом Адамски (David Adamski, Department of Entomology, Национальный музей естественной истории, Смитсоновский институт, Вашингтон). Название происходит от латинского слова arx (цитадель или крепость).